# ADAC GT Masters 2013
Sezon 2013 w ADAC GT Masters – siódma edycja serii wyścigowej ADAC GT Masters. Sezon rozpoczął się 27 kwietnia na Monzy, a zakończył się 29 września na Nürburgringu, po rozegraniu 16 rund.

## Lista zgłoszeń
| Zespół                                                                           | Samochód                                     | Nr  | Kierowcy                   | Rundy     |
| -------------------------------------------------------------------------------- | -------------------------------------------- | --- | -------------------------- | --------- |
| MS Racing                                                                        | Audi R8 LMS ultra                            | 1   | Sebastian Asch             | Wszystkie |
| MS Racing                                                                        | Audi R8 LMS ultra                            | 1   | Florian Stoll              | Wszystkie |
| MS Racing                                                                        | Audi R8 LMS ultra                            | 100 | Daniel Dobitsch            | Wszystkie |
| MS Racing                                                                        | Audi R8 LMS ultra                            | 100 | Aditya Patel               | Wszystkie |
| Callaway Competition                                                             | Corvette Z06.R GT3                           | 2   | Diego Alessi               | Wszystkie |
| Callaway Competition                                                             | Corvette Z06.R GT3                           | 2   | Daniel Keilwitz            | Wszystkie |
| Callaway Competition                                                             | Corvette Z06.R GT3                           | 3   | Christian Hohenadel        | Wszystkie |
| Callaway Competition                                                             | Corvette Z06.R GT3                           | 3   | Andreas Wirth              | Wszystkie |
| Callaway Competition                                                             | Corvette Z06.R GT3                           | 17  | Remo Lips                  | Wszystkie |
| Callaway Competition                                                             | Corvette Z06.R GT3                           | 17  | Lennart Marioneck          | Wszystkie |
| Callaway Competition                                                             | Corvette Z06.R GT3                           | 18  | Toni Seiler                | Wszystkie |
| Callaway Competition                                                             | Corvette Z06.R GT3                           | 18  | Niclas Kentenich           | 1, 2      |
| Callaway Competition                                                             | Corvette Z06.R GT3                           | 18  | Gerhard Tweraser           | 3         |
| Callaway Competition                                                             | Corvette Z06.R GT3                           | 18  | Jeroen Bleekemolen         | 4, 8      |
| Callaway Competition                                                             | Corvette Z06.R GT3                           | 18  | Mike Parisy                | 5–7       |
| \| \| Team Geyer & Weinig EDV-Unternehmensberatung \| \| Schütz Motorsport \| \| | Porsche 911 GT3 R                            | 4   | Nicolas Armindo            | 1–6, 8    |
| \| \| Team Geyer & Weinig EDV-Unternehmensberatung \| \| Schütz Motorsport \| \| | Porsche 911 GT3 R                            | 4   | Christian Engelhart        | 1–6       |
| \| \| Team Geyer & Weinig EDV-Unternehmensberatung \| \| Schütz Motorsport \| \| | Porsche 911 GT3 R                            | 4   | Michael Christensen        | 8         |
| Farnbacher Racing                                                                | Porsche 911 GT3 R                            | 5   | Christina Nielsen          | Wszystkie |
| Farnbacher Racing                                                                | Porsche 911 GT3 R                            | 5   | Allan Simonsen             | 1, 2      |
| Farnbacher Racing                                                                | Porsche 911 GT3 R                            | 5   | Marco Seefried             | 3         |
| Farnbacher Racing                                                                | Porsche 911 GT3 R                            | 5   | Sean Edwards               | 4         |
| Farnbacher Racing                                                                | Porsche 911 GT3 R                            | 5   | Anthony Beltoise           | 5         |
| Farnbacher Racing                                                                | Porsche 911 GT3 R                            | 5   | Nick Tandy                 | 6         |
| Farnbacher Racing                                                                | Porsche 911 GT3 R                            | 5   | Kuba Giermaziak            | 7, 8      |
| Farnbacher Racing                                                                | Porsche 911 GT3 R                            | 6   | Mario Farnbacher           | Wszystkie |
| Farnbacher Racing                                                                | Porsche 911 GT3 R                            | 6   | Philipp Frommenwiler       | Wszystkie |
| Farnbacher Racing                                                                | Porsche 911 GT3 R                            | 7   | Jürg Aeberhard             | Wszystkie |
| Farnbacher Racing                                                                | Porsche 911 GT3 R                            | 7   | Tomas Pivoda               | 1–4       |
| Farnbacher Racing                                                                | Porsche 911 GT3 R                            | 7   | David Jahn                 | 5–8       |
| Tonino powered by Herberth Motorsport                                            | Porsche 911 GT3 R                            | 8   | Robert Renauer             | Wszystkie |
| Tonino powered by Herberth Motorsport                                            | Porsche 911 GT3 R                            | 8   | Martin Ragginger           | 1–3, 5–8  |
| Tonino powered by Herberth Motorsport                                            | Porsche 911 GT3 R                            | 8   | Michael Christensen        | 4         |
| Tonino powered by Herberth Motorsport                                            | Porsche 911 GT3 R                            | 9   | René Bourdeaux             | Wszystkie |
| Tonino powered by Herberth Motorsport                                            | Porsche 911 GT3 R                            | 9   | Alfred Renauer             | Wszystkie |
| Polarweiss Racing                                                                | Mercedes-Benz SLS AMG GT3                    | 10  | Maximilian Buhk            | Wszystkie |
| Polarweiss Racing                                                                | Mercedes-Benz SLS AMG GT3                    | 10  | Maximilian Götz            | Wszystkie |
| Polarweiss Racing                                                                | Mercedes-Benz SLS AMG GT3                    | 11  | Siergiej Afanasjew         | 1–7       |
| Polarweiss Racing                                                                | Mercedes-Benz SLS AMG GT3                    | 11  | Andreas Simonsen           | 1–7       |
| Polarweiss Racing                                                                | Mercedes-Benz SLS AMG GT3                    | 11  | Luca Ludwig                | 8         |
| Polarweiss Racing                                                                | Mercedes-Benz SLS AMG GT3                    | 11  | Thomas Jäger               | 8         |
| DB Motorsport                                                                    | BMW Z4 GT3                                   | 12  | Simon Knap                 | Wszystkie |
| DB Motorsport                                                                    | BMW Z4 GT3                                   | 12  | Jeroen den Boer            | Wszystkie |
| Lambda Performance                                                               | Ford GT GT3                                  | 14  | Frank Kechele              | Wszystkie |
| Lambda Performance                                                               | Ford GT GT3                                  | 14  | Nico Verdonck              | 1, 2      |
| Lambda Performance                                                               | Ford GT GT3                                  | 14  | Dominik Schwager           | 3–8       |
| THE BOSS YACO RACING                                                             | Audi R8 LMS ultra                            | 16  | Philip Geipel              | Wszystkie |
| THE BOSS YACO RACING                                                             | Audi R8 LMS ultra                            | 16  | Dino Lunardi               | 1, 2      |
| THE BOSS YACO RACING                                                             | Audi R8 LMS ultra                            | 16  | Christian Mamerow          | 3         |
| THE BOSS YACO RACING                                                             | Audi R8 LMS ultra                            | 16  | Frank Schmickler           | 4, 6, 8   |
| THE BOSS YACO RACING                                                             | Audi R8 LMS ultra                            | 16  | Filip Sladecka             | 5, 7      |
| PIXUM Team Schubert                                                              | BMW Z4 GT3                                   | 19  | Claudia Hürtgen            | Wszystkie |
| PIXUM Team Schubert                                                              | BMW Z4 GT3                                   | 19  | Dominik Baumann            | Wszystkie |
| PIXUM Team Schubert                                                              | BMW Z4 GT3                                   | 20  | Max Sandritter             | Wszystkie |
| PIXUM Team Schubert                                                              | BMW Z4 GT3                                   | 20  | Jörg Müller                | 1, 2, 4–8 |
| PIXUM Team Schubert                                                              | BMW Z4 GT3                                   | 20  | Jens Klingmann             | 3         |
| Team rhino's Leipert Motorsport                                                  | Lamborghini Gallardo FL2                     | 21  | Frank Schmickler           | 1-2       |
| Team rhino's Leipert Motorsport                                                  | Lamborghini Gallardo FL2                     | 21  | David Mengesdorf           | 1         |
| Team rhino's Leipert Motorsport                                                  | Lamborghini Gallardo FL2                     | 21  | Peter Kox                  | 2-3       |
| Team rhino's Leipert Motorsport                                                  | Lamborghini Gallardo FL2                     | 21  | Fabian Hamprecht           | 3         |
| Team rhino's Leipert Motorsport                                                  | Lamborghini Gallardo FL2                     | 21  | Carsten Seifert            | 6         |
| Team rhino's Leipert Motorsport                                                  | Lamborghini Gallardo FL2                     | 21  | Roland Rehfeld             | 6         |
| Team rhino's Leipert Motorsport                                                  | Lamborghini Gallardo FL2                     | 22  | Eduard Leganov             | 1–3       |
| Team rhino's Leipert Motorsport                                                  | Lamborghini Gallardo FL2                     | 22  | Fabian Hamprecht           | 1-2       |
| Team rhino's Leipert Motorsport                                                  | Lamborghini Gallardo FL2                     | 22  | Marcel Leipert             | 3         |
| Fischer Racing                                                                   | Aston Martin V12 Vantage GT3                 | 23  | Gabriele Gardel            | 1         |
| Fischer Racing                                                                   | Aston Martin V12 Vantage GT3                 | 23  | Lorenz Frey                | 1         |
| JRM Racing                                                                       | Nissan GT-R GT3                              | 24  | Matt Bell                  | 8         |
| JRM Racing                                                                       | Nissan GT-R GT3                              | 24  | Peter Dumbreck             | 8         |
| JRM Racing                                                                       | Nissan GT-R GT3                              | 25  | Jody Fannin                | 8         |
| JRM Racing                                                                       | Nissan GT-R GT3                              | 25  | Steven Kane                | 8         |
| Prosperia C. Abt Racing                                                          | Audi R8 LMS ultra                            | 26  | Rahel Frey                 | Wszystkie |
| Prosperia C. Abt Racing                                                          | Audi R8 LMS ultra                            | 26  | Markus Winkelhock          | 1, 2      |
| Prosperia C. Abt Racing                                                          | Audi R8 LMS ultra                            | 26  | Christopher Haase          | 3–8       |
| Prosperia C. Abt Racing                                                          | Audi R8 LMS ultra                            | 27  | Christopher Mies           | Wszystkie |
| Prosperia C. Abt Racing                                                          | Audi R8 LMS ultra                            | 27  | René Rast                  | Wszystkie |
| Prosperia C. Abt Racing                                                          | Audi R8 LMS ultra                            | 28  | Christer Jöns              | Wszystkie |
| Prosperia C. Abt Racing                                                          | Audi R8 LMS ultra                            | 28  | Christian Mamerow          | 1-2       |
| Prosperia C. Abt Racing                                                          | Audi R8 LMS ultra                            | 28  | Markus Winkelhock          | 3–8       |
| RWT RacingTeam                                                                   | Corvette Z06.R GT3                           | 40  | Sven Barth                 | 3, 4, 8   |
| RWT RacingTeam                                                                   | Corvette Z06.R GT3                           | 40  | Gerd Beisel                | 3, 4, 8   |
| SaReNi-United                                                                    | Chevrolet Camaro GT                          | 41  | Albert von Thurn und Taxis | 5, 7, 8   |
| SaReNi-United                                                                    | Chevrolet Camaro GT                          | 41  | Peter Kox                  | 5         |
| SaReNi-United                                                                    | Chevrolet Camaro GT                          | 41  | Štefan Rosina              | 7         |
| SaReNi-United                                                                    | Chevrolet Camaro GT                          | 41  | Oliver Gavin               | 8         |
| GRT Grasser Racing Team                                                          | Lamborghini Gallardo FL2                     | 43  | Bernhard Auinger           | 5         |
| GRT Grasser Racing Team                                                          | Lamborghini Gallardo FL2                     | 43  | Gottfried Grasser          | 5         |
| GRT Grasser Racing Team                                                          | Lamborghini Gallardo FL2                     | 44  | Harald Proczyk             | 5         |
| GRT Grasser Racing Team                                                          | Lamborghini Gallardo FL2                     | 44  | Gerhard Tweraser           | 5         |
| Schulze Motorsport                                                               | Nissan GT-R GT3                              | 45  | Michael Schulze            | 3         |
| Schulze Motorsport                                                               | Nissan GT-R GT3                              | 45  | Tobias Schulze             | 3         |
| Vita4One Racing Team                                                             | BMW Z4 GT3                                   | 46  | Martin Matzke              | 2–4       |
| Vita4One Racing Team                                                             | BMW Z4 GT3                                   | 46  | Yelmer Buurman             | 2, 3      |
| Vita4One Racing Team                                                             | BMW Z4 GT3                                   | 46  | Daniel Brown               | 4         |
| Vita4One Racing Team                                                             | BMW Z4 GT3                                   | 47  | Paul Green                 | 2–5       |
| Vita4One Racing Team                                                             | BMW Z4 GT3                                   | 47  | Jonas Giesler              | 2         |
| Vita4One Racing Team                                                             | BMW Z4 GT3                                   | 47  | Niclas Kentenich           | 3–5       |
| Prospeed Competition                                                             | Porsche 911 GT3 R                            | 48  | Charles Espenlaub          | 2         |
| Prospeed Competition                                                             | Porsche 911 GT3 R                            | 48  | Charles Putman             | 2         |
| Phoenix Racing                                                                   | Audi R8 LMS ultra                            | 49  | Enzo Ide                   | 8         |
| Phoenix Racing                                                                   | Audi R8 LMS ultra                            | 49  | Nico Verdonck              | 8         |
| Niemcy                                                                           | Team Geyer & Weinig EDV-Unternehmensberatung |     |                            |           |
| Niemcy                                                                           | Schütz Motorsport                            |     |                            |           |

## Kalendarz wyścigów
| Runda | Runda | Tor                           | Data        | Pole Position                         | Zwycięzca                             |
| ----- | ----- | ----------------------------- | ----------- | ------------------------------------- | ------------------------------------- |
| 1     | W1    | Motorsport Arena Oschersleben | 27 kwietnia | Polarweiss Racing                     | Prosperia C. Abt Racing               |
| 1     | W1    | Motorsport Arena Oschersleben | 27 kwietnia | Maximilian Buhk Maximilian Götz       | Christopher Mies René Rast            |
| 1     | W2    | Motorsport Arena Oschersleben | 28 kwietnia | Polarweiss Racing                     | Callaway Competition                  |
| 1     | W2    | Motorsport Arena Oschersleben | 28 kwietnia | Maximilian Buhk Maximilian Götz       | Diego Alessi Daniel Keilwitz          |
| 2     | W1    | Circuit de Spa-Francorchamps  | 11 maja     | Lambda Performance                    | Lambda Performance                    |
| 2     | W1    | Circuit de Spa-Francorchamps  | 11 maja     | Frank Kechele Nico Verdonck           | Frank Kechele Nico Verdonck           |
| 2     | W2    | Circuit de Spa-Francorchamps  | 12 maja     | Lambda Performance                    | PIXUM Team Schubert                   |
| 2     | W2    | Circuit de Spa-Francorchamps  | 12 maja     | Frank Kechele Nico Verdonck           | Dominik Baumann Claudia Hürtgen       |
| 3     | W1    | Sachsenring                   | 8 czerwca   | Prosperia C. Abt Racing               | Prosperia C. Abt Racing               |
| 3     | W1    | Sachsenring                   | 8 czerwca   | Christopher Mies René Rast            | Christopher Mies René Rast            |
| 3     | W2    | Sachsenring                   | 9 czerwca   | PIXUM Team Schubert                   | PIXUM Team Schubert                   |
| 3     | W2    | Sachsenring                   | 9 czerwca   | Jens Klingmann Max Sandritter         | Jens Klingmann Max Sandritter         |
| 4     | W1    | Nürburgring                   | 3 sierpnia  | Callaway Competition                  | Polarweiss Racing                     |
| 4     | W1    | Nürburgring                   | 3 sierpnia  | Diego Alessi Daniel Keilwitz          | Maximilian Buhk Maximilian Götz       |
| 4     | W2    | Nürburgring                   | 4 sierpnia  | Callaway Competition                  | PIXUM Team Schubert                   |
| 4     | W2    | Nürburgring                   | 4 sierpnia  | Jeroen Bleekemolen Toni Seiler        | Dominik Baumann Claudia Hürtgen       |
| 5     | W1    | Red Bull Ring                 | 10 sierpnia | Callaway Competition                  | Callaway Competition                  |
| 5     | W1    | Red Bull Ring                 | 10 sierpnia | Diego Alessi Daniel Keilwitz          | Diego Alessi Daniel Keilwitz          |
| 5     | W2    | Red Bull Ring                 | 11 sierpnia | Lambda Performance                    | Callaway Competition                  |
| 5     | W2    | Red Bull Ring                 | 11 sierpnia | Frank Kechele Nico Verdonck           | Diego Alessi Daniel Keilwitz          |
| 6     | W1    | EuroSpeedway Lausitz          | 31 sierpnia | Farnbacher Racing                     | Callaway Competition                  |
| 6     | W1    | EuroSpeedway Lausitz          | 31 sierpnia | Mario Farnbacher Philipp Frommenwiler | Diego Alessi Daniel Keilwitz          |
| 6     | W2    | EuroSpeedway Lausitz          | 1 września  | Tonino powered by Herberth Motorsport | Tonino powered by Herberth Motorsport |
| 6     | W2    | EuroSpeedway Lausitz          | 1 września  | Martin Ragginger Robert Renauer       | Martin Ragginger Robert Renauer       |
| 7     | W1    | Slovakiaring                  | 14 września | Lambda Performance                    | DB Motorsport                         |
| 7     | W1    | Slovakiaring                  | 14 września | Frank Kechele Dominik Schwager        | Jeroen den Boer Simon Knap            |
| 7     | W2    | Slovakiaring                  | 15 września | Prosperia C. Abt Racing               | Callaway Competition                  |
| 7     | W2    | Slovakiaring                  | 15 września | Christer Jöns Markus Winkelhock       | Diego Alessi Daniel Keilwitz          |
| 8     | W1    | Hockenheimring                | 28 września | Lambda Performance                    | Lambda Performance                    |
| 8     | W1    | Hockenheimring                | 28 września | Frank Kechele Dominik Schwager        | Frank Kechele Dominik Schwager        |
| 8     | R2    | Hockenheimring                | 29 września | Callaway Competition                  | Lambda Performance                    |
| 8     | R2    | Hockenheimring                | 29 września | Jeroen Bleekemolen Toni Seiler        | Frank Kechele Dominik Schwager        |